# Le Père Amable (téléfilm)
Cet article concerne le téléfilm. Pour la nouvelle, voir Le Père Amable (Maupassant).
Le Père Amable est un téléfilm français réalisé par Claude Santelli d'après une nouvelle de Guy de Maupassant, et diffusé pour la première fois à la télévision française le 22 novembre 1975.

## Synopsis
Le Père Amable ne voit pas d’un bon œil le mariage de Césaire, son fils unique, avec Céleste. Le vieil avare refuse en effet d’entretenir l’enfant que celle-ci a eu auparavant d’un autre homme. Le couple s’installe néanmoins à la ferme et Césaire travaille d’arrache-pied pour nourrir la maisonnée.
L’hiver suivant, sa mort laisse le vieil homme et sa bru seuls, face à face… Ce qui pousse petit à petit le Père Amable au suicide.

## Distribution
- Fernand Ledoux : le père Amable
- Geneviève Fontanel : Céleste
- Jean-Pierre Sentier : Césaire, le fils du père Amable
- Diane Kurys : Phénie
- Gérard Darrieu : Victor
- Lucien Hubert : Osime
- Thomas Tréfouel : l'enfant
- Andrée Champeaux : Adélaïde
- Cécile Magnet : Mme Ceres
- Paul Bonifas : Vatinol
- Fernand Berset : Le curé
- Jean-Pierre Pauty : Célestin